# Cyril Wyche
Cyril Wyche (c.1632 - 28 décembre 1707) est un avocat et homme politique anglais.

## Biographie
Il est né à Constantinople, en Turquie, où son père, Sir Peter Wyche, est l’ambassadeur d’Angleterre. Il fait ses études à Christ Church, Oxford, où il obtient un baccalauréat ès arts en 1653. Il obtient sa maîtrise ès arts (MA) en 1655 et son doctorat en droit civil (DCL) en 1665.
Il est un membre originel de la Royal Society et exerce les fonctions de président de 1683 à 1684 .
Il rejoint le barreau en 1670 et devient Secrétaire en chef pour l'Irlande en 1692. Il est membre du Parlement plusieurs circonscriptions à des moments différents, (député de Callington (1661-1678), pour East Grinstead (1681-1685), pour Saltash (1685-1687), et pour Preston (1702-1705) .
Il s'est marié trois fois. D'abord en 1663, avec Elizabeth, fille de sir Thomas Jermyn de Rushbrooke, dans le Suffolk, avec qui il a 2 fils (dont un décédé avant lui) et 2 filles, en deuxièmes noces en 1684, avec Susanna, fille de sir Francis Norreys de Weston on the Green, Oxfordshire et la veuve de Sir Herbert Perrott de Wellington. Herefordshire et en troisièmes noces en 1692, avec Mary, fille de George Evelyn de Wotton, Surrey. Mary est la nièce de John Evelyn, le chroniqueur .
Vers 1690, il achète le Hockwold Hall (appelé à l’époque The Poynings) à Hockwold cum Wilton, dans le Norfolk. Il y meurt et son monument funéraire se trouve dans l'église St Peter, à Hockwold.